# Forest Park (Oklahoma)
Forest Park és un poble dels Estats Units a l'estat d'Oklahoma. Segons el cens del 2000 tenia 1.066 habitants.

## Demografia
Segons el cens del 2000, Forest Park tenia 1.066 habitants, 433 habitatges, i 325 famílies. La densitat de població era de 194,1 habitants per km².
Dels 433 habitatges en un 19,9% hi vivien nens de menys de 18 anys, en un 60,3% hi vivien parelles casades, en un 11,5% dones solteres, i en un 24,9% no eren unitats familiars. En el 21,9% dels habitatges hi vivien persones soles l'11,1% de les quals corresponia a persones de 65 anys o més que vivien soles. El nombre mitjà de persones vivint en cada habitatge era de 2,46 i el nombre mitjà de persones que vivien en cada família era de 2,85.
Per edats la població es repartia de la següent manera: un 18,9% tenia menys de 18 anys, un 6,2% entre 18 i 24, un 18,5% entre 25 i 44, un 33,9% de 45 a 60 i un 22,5% 65 anys o més.
L'edat mediana era de 49 anys. Per cada 100 dones de 18 o més anys hi havia 87 homes.
La renda mediana per habitatge era de 55.536 $ i la renda mediana per família de 60.163 $. Els homes tenien una renda mediana de 37.000 $ mentre que les dones 28.250 $. La renda per capita de la població era de 25.300 $. Entorn del 4,7% de les famílies i el 5,1% de la població estaven per davall del llindar de pobresa.

## Poblacions més properes
El següent diagrama mostra les poblacions més properes.